# Georg Kodek
Georg E. Kodek (* 6. November 1963 in Wien) ist ein österreichischer Jurist, Richter und Universitätsprofessor. Kodek ist Professor für Bürgerliches Recht und Unternehmensrecht am Institut für Zivil- und Zivilverfahrensrecht der Wirtschaftsuniversität Wien. Seit 2024 ist er Präsident des Obersten Gerichtshofs, an dem er seit 2006 zunächst als Hofrat, seit 2022 als Senatspräsident tätig war.

## Ausbildung
Georg Kodek absolvierte die Matura im Jahr 1981 mit ausgezeichnetem Erfolg am Gymnasium Fichtnergasse im Wiener Gemeindebezirk Hietzing. Anschließend daran begann er das Diplomstudium der Rechtswissenschaften an der Rechtswissenschaftlichen Fakultät der Universität Wien. Dieses schloss er im März 1986 mit der Sponsion zum Magister iuris ab. Direkt im Anschluss daran begann Kodek das Doktoratsstudium der Rechtswissenschaften und absolvierte in den Jahren 1986/87 daneben die Gerichtspraxis. Im März 1987 schloss er auch das Doktoratsstudium mit der Promotion zum Doktor der Rechtswissenschaften und einer Dissertation zum Thema „Rechtswidrig erlangte Beweismittel im Zivilprozeß“ mit Auszeichnung ab.
Von November 1987 bis August 1988 absolvierte Georg Kodek den ersten Teil der Richteramtsanwärter-Ausbildung im Gerichtssprengel des Oberlandesgerichts Wien. Diese Ausbildung unterbrach er von August 1988 bis Mai 1989, um im Rahmen eines postgradualen Studiums an der Northwestern University im US-Bundesstaat Illinois den Titel Master of Laws (L.L.M.) zu erlangen. Im Sommer 1989 absolvierte er in der Folge auch ein Praktikum im King’s County District Attorney’s Office, also dem Büro des Bezirksstaatsanwalts für den Bezirk Kings County, der deckungsgleich mit dem New Yorker Stadtteil Brooklyn ist. Nach erfolgreichem Abschluss des amerikanischen Studiums und Praktikums und der Rückkehr nach Österreich setzte Kodek von Herbst 1989 bis Mai 1991 seine Richteramtsanwärterausbildung fort und absolvierte schließlich die Richteramtsprüfung.

## Beruflicher Werdegang
Die erste Berufung als Richter ereilte Georg Kodek direkt nach Absolvieren der Richteramtsprüfung im Juni 1991 mit der Ernennung zum Richter am Bezirksgericht Innere Stadt in Wien. Im Juli 1993 wurde er zum Richter am Landesgericht Eisenstadt ernannt, wo er vorwiegend als Rechtsmittelrichter tätig wurde. Nach mehreren Sachverständigen- und justizinternen Tätigkeiten, wie etwa im Rahmen der Aus- und Fortbildung der Richteramtsanwärter und Rechtspfleger, habilitierte sich Kodek im Herbst 2001 an der Universität Wien für das Fach Zivilgerichtliches Verfahrensrecht mit einer Habilitationsschrift zum Thema „Besitzstörungsverfahren. Materielle Grundlagen und prozessuale Ausgestaltung des Besitzschutzes“. Ab diesem Zeitpunkt nahm er auch Lehr- und Prüfungstätigkeiten an der Universität Wien wahr. Mit 1. Jänner 2002 wurde er zunächst zum Vorsitzenden des Rechtsmittelsenats des Landesgerichts Eisenstadt bestellt, ein Jahr später zum Richter am Oberlandesgericht Wien ernannt.
Am 1. Jänner 2006 folgte schließlich die Ernennung zum Hofrat des Obersten Gerichtshofs, des österreichischen Höchstgerichts für Zivil- und Strafrechtssachen. Georg Kodek gehörte am OGH zunächst dem sechsten Senat, einem Fachsenat für Zivilrechtssachen mit besonderer Fokussierung auf Gesellschaftsrechtssachen, an. Vom 1. März 2022 bis zum 31. Dezember 2023 war Kodek Senatspräsident des vierten Senats, der auf das Immaterialgüter- und Lauterkeitsrecht spezialisiert ist. Im September 2023 ging er als Erstgereihter eines Personalsenats für das Amt des Präsidenten des OGH hervor. Anfang Dezember 2023 schlug daraufhin Justizministerin Alma Zadić Kodek dem Bundespräsidenten zur Ernennung als OGH-Präsident vor. Im Dezember 2023 ernannte ihn Bundespräsident Alexander Van der Bellen zum Präsidenten des OGH.
Im akademischen Bereich wurde Georg Kodek mit 1. Oktober 2007 als ordentlicher Universitätsprofessor für Bürgerliches Recht und Handelsrecht an der Wirtschaftsuniversität Wien berufen. An der Wirtschaftsuniversität Wien hat er den Lehrstuhl der Abteilung für Zivil- und Zivilverfahrensrecht II am Institut für Zivil- und Zivilverfahrensrecht inne. Bis zu seiner Ernennung zum Präsidenten des OGH war er Vorstand des Departments für Privatrecht. Besonders bekannt ist das von Kodek als Mitherausgeber und -autor gemeinsam mit Stefan Perner und Martin Spitzer verantwortete Lehrbuch zum Bürgerlichen Recht, das seit 2007 erscheint.

## Privates
Georg Kodek ist seit 1995 verheiratet; seine Frau (Marianne) ist ebenfalls Richterin. Die beiden haben einen Sohn, ihre Tochter ist 2023 bei einem Fahrradunfall ums Leben gekommen.

## Auszeichnungen
- Großes Ehrenzeichen für Verdienste um die Republik Österreich (2018)[9]